# Strzępiak ostry
Strzępiak ostry (Inocybe acuta Boud.) – gatunek grzybów należący do rodziny strzępiakowatych (Inocybaceae).

## Systematyka i nazewnictwo
Pozycja w klasyfikacji według Index Fungorum: Inocybe, Inocybaceae, Agaricales, Agaricomycetidae, Agaricomycetes, Agaricomycotina, Basidiomycota, Fungi.
Synonimy:
- Inocybe acutella Bon 1976
- Inocybe striata Bres. 1930
- Inocybe striata var. variicystidiata E. Ferrari 2004)

Nazwę polską nadał Andrzej Nespiak w 1990 r.

## Morfologia
Trzon
Średnica do 4 cm, początkowo półkulisty lub stożkowy, potem płaski z wyraźnym, ostrym garbkiem. Brzeg nieco podgięty, u młodych owocników z resztkami osłony, szybko jednak zanikającymi. Powierzchnia gładka lub nieco filcowata, ciemnobrązowa z orzechowym odcieniem, na środku ciemniejsza.
Blaszki
Zatokowato przyrośnięte z blaszeczkami, początkowo szarobeżowe, potem brązowiejące. Ostrza równe, orzęsione.
Trzon
Wysokość 3–5 cm, grubość poniżej 0,3–0,6 cm, walcowaty, nieco tylko grubszy u podstawy. Powierzchnia tej samej barwy co kapelusz, ale jaśniejsza, prawie kremowa, delikatnie oszroniona.
Miąższ
W kapeluszu biały, w trzonie jasnobrązowy, włóknisty. Zapach nieokreślony, smak nieco ziemisty.
Cechy mikroskopowe
Zarodniki 7–10 × 6–8 µm. Cheilocystydy i pleurocystydy 50–65(–75) × 16–22(–25) µm, cienkościenne, na szczytach nieco inkrustowane.

## Występowanie i siedlisko
Strzępiak ostry znany jest w Europie i w niektórych rejonach Ameryki Północnej. W piśmiennictwie naukowym na terenie Polski do 2003 r. podano kilka stanowisk. Ma status R – gatunek potencjalnie zagrożony z powodu ograniczonego zasięgu geograficznego i małych obszarów siedliskowych. Nowe, bardziej aktualne stanowiska podaje internetowy atlas grzybów.
Grzyb mikoryzowy. Występuje w lasach liściastych, iglastych i mieszanych, na ziemi. Owocniki od czerwca do września.

## Gatunki podobne
Inocybe pseudoasterospora odróżnia się trzonem – jasnoochrowym na całej długości u podstawy zgrubiałym z niewielką bulwką. Zarodniki z kilkoma szerokimi guzkami.